# Diana Hardcastle
Pour les articles homonymes, voir Hardcastle.
Diana Hardcastle, née le 12 juillet 1949 à Londres, est une actrice britannique.

## Biographie
Diana Hardcastle est mariée à l'acteur Tom Wilkinson.

## Filmographie partielle

### À la télévision
- 1997 : Inspecteur Barnaby : Meurtres à Badger's Drift (téléfilm)
- 2011 : Les Kennedy (mini-série) : Rose Fitzgerald Kennedy
- 2012 : DCI Banks : Defence Barrister Vizard (saison 2, 1 épisode)

### Au cinéma
- 2004 : If Only : Claire
- 2004 : La Séductrice (A Good Woman) de Mike Barker : Lady Plymdale
- 2005 : Chromophobia : Mrs. Wharton
- 2005 : Sweetnightgoodheart : Anthea
- 2011 : Indian Palace (The Best Exotic Marigold Hotel) : Carol
- 2012 : Wonder : Celia
- 2014 : Dangerous People (Good People) : Marie Halden
- 2015 : Indian Palace : Suite royale (The Second Best Exotic Marigold Hotel) : Carol Parr
- 2015 : Marions-nous ! (Jenny's Wedding) : Ellen
- 2016 : The Boy : Mrs. Heelshire